# MTV Video Music Awards 2002
Die MTV Video Music Awards 2002 fanden am 29. August 2002 statt. Verliehen wurde der Preis an Videos, die vom 9. Juni 2001 bis zum 31. Mai 2002 ihre Premiere hatten. Die Verleihung fand in der Radio City Music Hall, New York City, New York statt. Moderator war Jimmy Fallon.
Justin Timberlake debütierte bei der Veranstaltung nach der Auflösung seiner früheren Band NSYNC als Solomusiker. Des Weiteren stellte Axl Rose ein neues Line-up für Guns N’ Roses vor. Die Mitglieder der Band TLC waren ebenfalls anwesend und hielten einen Nachruf auf ihre vier Monate zuvor bei einem Autounfall verstorbene Kollegin Lisa „Left Eye“ Lopes.
Verwirrend war eine Verwechslung. Michael Jackson feierte an diesem Tag seinen 44. Geburtstag. Zu diesem Anlass wurde ihm ein fiktiver Award in Form einer Torte überreicht. Jackson hielt dies für einen echten Award und bedankte sich mit einer spontanen Dankesrede.

## Auszeichnungen und Nominierungen
Die jeweils fett markierten Künstler zeigen den Gewinner der Kategorie an.

### Video of the Year
Eminem – Without Me
- Linkin Park – In the End
- 'N Sync – Gone
- Nas – One Mic
- P.O.D. – Alive
- The White Stripes – Fell in Love with a Girl

### Best Male Video
Eminem – Without Me
- Craig David – Walking Away
- Enrique Iglesias – Hero
- Elton John – This Train Don't Stop There Anymore
- Nelly – #1
- Usher – U Got It Bad

### Best Female Video
Pink – Get the Party Started
- Ashanti – Foolish
- Michelle Branch – All You Wanted
- Shakira – Whenever, Wherever
- Britney Spears – I’m a Slave 4 U

### Best Group Video
No Doubt (feat. Bounty Killer) – Hey Baby
- Blink-182 – First Date
- Linkin Park – In the End
- Dave Matthews Band – Everyday
- 'N Sync (feat. Nelly) – Girlfriend (Remix)
- P.O.D. – Alive

### Best New Artist in a Video
Avril Lavigne – Complicated
- Ashanti – Foolish
- B2K – Uh Huh
- John Mayer – No Such Thing
- Puddle of Mudd – Blurry

### Best Pop Video
No Doubt (feat. Bounty Killer) – Hey Baby
- Michelle Branch – All You Wanted
- 'N Sync (feat. Nelly) – Girlfriend (Remix)
- Pink – Get the Party Started
- Shakira – Whenever, Wherever

### Best Rock Video
Linkin Park – In the End
- Creed – My Sacrifice
- Jimmy Eat World – The Middle
- Korn – Here to Stay
- P.O.D. – Youth of the Nation
- System of a Down – Chop Suey!

### Best R&B Video
Mary J. Blige – No More Drama
- Aaliyah – Rock the Boat
- Ashanti – Foolish
- Alicia Keys – A Woman’s Worth
- Usher – U Got It Bad

### Best Rap Video
Eminem – Without Me
- DMX – Who We Be
- Ludacris (feat. Sleepy Brown) – Saturday (Oooh Oooh!)
- Nas – One Mic
- P. Diddy (feat. Black Rob & Mark Curry) – Bad Boy for Life

### Best Hip-Hop Video
Jennifer Lopez (feat. Ja Rule) – I’m Real (Murder Remix)
- Busta Rhymes (feat. P. Diddy und Pharrell) – Pass the Courvoisier, Part II
- Missy Misdemeanor Elliott (featuring Ludacris und Trina) – One Minute Man (Remix)
- Fat Joe (feat. Ashanti & Ja Rule) – What's Luv?
- Ja Rule (feat. Ashanti) – Always on Time
- OutKast (feat. Killer Mike) – The Whole World

### Best Dance Video
Pink – Get the Party Started
- Dirty Vegas – Days Go By
- Kylie Minogue – Can’t Get You Out of My Head
- Shakira – Whenever, Wherever
- Britney Spears – I’m a Slave 4 U

### Best Video From a Film
Chad Kroeger (feat. Josey Scott) – Hero (aus Spider-Man)
- Ludacris (feat. Nate Dogg) – Area Codes (aus Rush Hour 2)
- Nelly – #1 (aus Training Day)
- Will Smith – Black Suits Comin' (Nod Ya Head) (aus Men in Black II)

### Breakthrough Video
The White Stripes – Fell in Love with a Girl
- Cake – Short Skirt/Long Jacket
- Coldplay – Trouble
- The Crystal Method – Name of the Game
- DMX – Who We Be
- Maxwell – This Woman's Work

### Best Direction in a Video
Eminem – Without Me (Regie: Joseph Kahn)
- Missy Misdemeanor Elliott (featuring Ludacris und Trina) – One Minute Man (Regie: Dave Meyers)
- Elton John – This Train Don't Stop There Anymore (Regie: David LaChapelle)
- P.O.D. – Alive (Regie: Francis Lawrence)
- Red Hot Chili Peppers – By the Way (Regie: Jonathan Dayton und Valerie Faris)

### Best Choreography in a Video
Kylie Minogue – Can’t Get You Out of My Head (Choreograf: Michael Rooney)
- Mary J. Blige – Family Affair (Choreografin: Fatima Robinson)
- Britney Spears – I’m a Slave 4 U (Choreograf: Wade Robson)
- Usher – U Don’t Have to Call (Choreograf: Rosero)

### Best Special Effects in a Video
The White Stripes – Fell in Love with a Girl (Special Effects: Twisted Labs und Sébastien Fau)
- Missy Misdemeanor Elliott (feat. Ludacris und Trina) – One Minute Man (Special Effects: Nathan McGuinness und Marc Varisco)
- P.O.D. – Alive (Special Effects: Pixel Envy)
- Will Smith – Black Suits Comin' (Nod Ya Head) (Special Effects: Pixel Envy)

### Best Art Direction in a Video
Coldplay – Trouble (Art Director: Tim Hope)
- Missy Misdemeanor Elliott (feat. Ludacris & Trina) – One Minute Man (Art Director: Mike Martella)
- Elton John – This Train Don't Stop There Anymore (Art Director: Kirsten Vallow)
- Quarashi – Stick 'Em Up (Art Director: Bruton Jones)

### Best Editing in a Video
The White Stripes – Fell in Love with a Girl (Schnitt: Mikros und Duran)
- Missy Misdemeanor Elliott (feat. Ludacris & Trina) – One Minute Man (Schnitt: Jay Robinson)
- Eminem – Without Me (Schnitt: David Blackburn)
- System of a Down – Chop Suey! (Schnitt: Nicholas Erasmus)

### Best Cinematography in a Video
Moby – We Are All Made of Stars (Kamera: Brad Rushing)
- Missy Misdemeanor Elliott (feat. Ludacris & Trina) – One Minute Man (Kamera: Karsten Crash Gopinath)
- Alicia Keys – A Woman's Worth (Kamera: John Perez)
- Shakira – Whenever, Wherever (Kamera: Pascal Lebègue)

### MTV2 Award
Dashboard Confessional – Screaming Infidelities
- The Hives – Hate to Say I Told You So
- Norah Jones – Don't Know Why
- musiq – halfcrazy
- Nappy Roots (feat. Jazze Pha) – Awnaw
- The Strokes – Last Nite

### Viewer’s Choice
Michelle Branch – Everywhere
- B2K – Uh Huh
- Brandy – What About Us?
- Eminem – Without Me
- Enrique Iglesias – Hero
- P.O.D. – Alive

### International Viewer's Choice Awards

#### MTV Australia
Holly Valance – Kiss Kiss
- 1200 Techniques – Karma
- GT – (This Is Not a) Love Song
- Kylie Minogue – Can’t Get You Out of My Head
- Silverchair – The Greatest View

#### MTV Brasil
Titãs – Epitáfio
- Arnaldo Antunes – Essa Mulher
- Capital Inicial – A Sua Maneira
- Charlie Brown Jr. – Hoje Eu Acordei Feliz
- Cidade Negra – Girassol
- CPM 22 – Tarde de Outubro
- Engenheiros do Hawaii – 3a do Plural
- Kelly Key – Baba
- KLB – Olhar 43
- Raimundos – Sanidade
- O Rappa – Instinto Coletivo
- Rodox – Olhos Abertos
- Sandy & Junior – O Amor Faz
- Skank – Tanto
- Supla – Garota de Berlim
- O Surto – O Veneno
- Xis – Chapa o Coco

#### MTV Canada
Nickelback – Too Bad
- Choclair – Light It Up
- Remy Shand – Rocksteady
- Sloan – If It Feels Good, Do It
- Swollen Members – Fuel Injected

#### MTV China
Zheng Jun – 1/3 Dream
- Han Hong – Awake
- Na Ying – I Like You Only
- Sun Nan – As Long as You Are Well
- Yu Quan – The Train That Goes to Spring

#### MTV Latin America(North)
Shakira – Suerte
- Enrique Iglesias – Héroe
- Juanes – A Dios le Pido
- Jumbo – Cada Vez Que Me Voy
- Celso Piña (feat. Control Machete & Blanquito Man) – Cumbia sobre el Rio
- Paulina Rubio – Si Tú Te Vas

#### MTV Latin America (Pacific)
Juanes – A Dios le Pido
- Enrique Iglesias – Héroe
- Javiera y Los Imposibles – Maldita Primavera
- Nicole – Viaje Infinito
- Stereo 3 – Amanecer sin Ti
- Shakira – Suerte

#### MTV Latin America (Atlantic)
Diego Torres – Color Esperanza
- Babasónicos – El Loco
- Érica García – Positiva
- Enrique Iglesias – Escapar
- Juanes – A Dios le Pido
- Shakira – Suerte

## Liveauftritte

### Preshow
- Avril Lavigne – Complicated/Sk8er Boi
- Ludacris (feat. I-20, Mystikal und Shawnna) – Rollout (My Business)/Move Bitch

### Hauptshow
- Bruce Springsteen & the E Street Band – The Rising
- Pink – Just Like a Pill
- Ja Rule, Ashanti und Nas – Down 4 U/One Mic/The Pledge (Remix)
- Shakira – Objection (Tango)
- Eminem – White America/Cleanin' Out My Closet
- P. Diddy (feat. Busta Rhymes, Ginuwine, Pharrell und Usher) – Bad Boy for Life/I Need a Girl (Part One)/I Need a Girl (Part Two)/Pass the Courvoisier, Part II
- Sheryl Crow – Safe and Sound
- The Hives – Main Offender
- The Vines – Get Free
- Justin Timberlake (feat. Clipse) – Like I Love You
- Guns N’ Roses – Welcome to the Jungle/Madagascar/Paradise City

## Auftritte

### Preshow
- Sway Calloway und Iann Robinson – präsentierten die professionellen Kategorien sowie Best Video from a Film und Best Dance Video

### Hauptshow
- James Gandolfini – kündigte Bruce Springsteen & the E Street Band an
- James Brown – trat bei Jimmy Fallons Eröffnung auf und kündigte Britney Spears an
- Britney Spears – kündigte Michael Jackson an und präsentierte Best Pop Video mit ihm
- Jennifer Love Hewitt – kündigte Pink an
- Enrique Iglesias und Kylie Minogue – präsentierten Best R&B Video
- The Osbournes – traten in verschiedenen Spots für den Viewer's Choice Award auf
- Mary-Kate und Ashley Olsen – präsentierten Breakthrough Video
- B2K – kündigten Ja Rule, Ashanti und Nas an
- Anthony Kiedis und Brittany Murphy – präsentierten den MTV2 Award
- Johnny Knoxville, Bam Margera und Steve-O – präsentierten Best Rap Video
- Linkin Park (Mike Shinoda und Chester Bennington) und P.O.D. (Sonny Sandoval und Wuv) – präsentierten Best Hip-Hop Video
- Kate Hudson und Heath Ledger – kündigten Shakira an
- Simon Cowell, Paula Abdul, Randy Jackson, Kelly Clarkson und Justin Guarini – präsentierten Best New Artist in a Video
- David Lee Roth und Sammy Hagar – präsentierten Best Rock Video
- Mike Myers – kündigte Eminem an
- Carson Daly – präsentierte MTVs Lisa Lopes AIDS Scholarship, kündigte TLC an und präsentierte Best Group Video
- TLC (Tionne Watkins und Rozonda Thomas) – sprachen über ihr verstorbenes Mitglied Lisa Lopes
- Run-D.M.C. – kündigten P. Diddy an
- Lisa Marie Presley und Avril Lavigne – präsentierten Best Female Video
- Jennifer Lopez – kündigte den New Yorker Bürgermeister Rudy Giuliani sowie zusammen mit ihm Sheryl Crow an
- Triumph, the Insult Comic Dog – „interviewte“ Moby und Eminem
- Christina Aguilera – präsentierte Best Male Video
- Kirsten Dunst (mit Jimmy Fallon) – kündigte The Hives und The Vines an
- Brandy – kündigte Justin Timberlake an
- 'N Sync (Justin Timberlake, JC Chasez, Chris Kirkpatrick und Joey Fatone) – kündigten die Gewinner von MTVs Last Fans Standing an und präsentierten Viewer's Choice mit ihnen
- Nelly und Kelly Osbourne – präsentierten Video of the Year